# Pearl Mikrofonlaboratorium
Pearl Mikrofonlaboratorium är ett svenskt företag som tillverkar mikrofoner. Företaget grundades 1941 av Rune Rosander.
De första 14 åren drevs verksamheten i Flysta, Spånga. 1955 flyttades företaget till Vällingby. Några år senare, 1960 flyttade man till Åstorp i nordvästra Skåne där man fortfarande har verksamheten. Under de första årtiondena var verksamheten inriktad på kristallmikrofoner och dynamiska mikrofoner. Från omkring 1957 började också tillverkning av kondensatormikrofoner som var byggda med rörteknik och det elektronrör som användes var detsamma som många övriga mikrofontillverkare använde, nämligen AC 701 K. Transistoriserade mikrofoner konstruerades dock redan i mitten på 1960-talet. Transistorn kom sedan att bli vanlig i alla kondensatormikrofoner. Pearl är välkänt för sin speciella kondensatorkapsel som är rektangulär istället för rund vilket är vanligast bland de allra flesta mikrofontillverkare.
År 1987 övertogs företaget av Bernt Malmqvist.